# Valdeprados
Valdeprados település Spanyolországban, Segovia tartományban. Valdeprados Segovia, Otero de Herreros, Vegas de Matute és Zarzuela del Monte községekkel határos. Lakosainak száma 60 fő (2024).

## Népesség
A település népessége az elmúlt években az alábbi módon változott:
| Lakosok száma | 55   | 63   | 100  | 91   | 87   | 84   | 74   | 67   | 64   | 60   |
|               | 2001 | 2004 | 2007 | 2009 | 2012 | 2014 | 2017 | 2019 | 2022 | 2024 |